# Museo storico di Sanok
Il Museo storico di Sanok (in polacco Muzeum Historyczne w Sanoku) è un'esposizione volta a raccontare la storia della città.
La direzione del museo, l'amministrazione e gli studi si trovano nella locanda del XVIII secolo situata in via Zamkowa 2, vicino al castello. La sede principale del museo si trova nel Castello di Sanok.
Vi sono raccolte opere d'arte del periodo dal XIV al XX secolo e una collezione di ikony, icone rutene dei secoli XV-XVI, fra le più importanti del mondo. Il museo ospita una vasta collezione di opere del pittore Zdzisław Beksiński, nato a Sanok.